# 教育制度
教育制度（きょういくせいど）とは、教育上のある目的を実現するために体系的に配置された人や物から構成される組織として社会的に公認されたものである。一般的には学校制度と同義に使われるが、広義には社会教育や教育に関する行財政も含まれる。

## 教育制度の区分
教育制度には、それぞれの捉え方によって、次のような区分に大別される。
教育水準別
- 初等教育
- 中等教育
- 高等教育など

教育目的・内容別
- 普通教育
- 職業教育
- 義務教育
- 国民教育
- 教師教育など

対象別
- 幼児教育
- 女子教育
- 障害児教育
- 青少年教育
- 成人教育など

教育形態別
- 全日制教育
- 定時制教育
- 夜間教育
- 通信教育
- 放送教育など
- その他
- 公教育
- 私教育
- 企業内教育
- 継続教育
- リカレント教育
- 生涯教育など